# 上田商工信用組合
上田商工信用組合（うえだしょうこうしんようくみあい）は、かつて長野県上田市に本店を置いていた信用組合である。

## 破綻前の概要
経営破綻直前の2001年3月期における預金量521億1,100万円、貸出金は417億7,800万円。営業地域は、長野県東信地区および北信地区の一部。

## 沿革
- 1954年 2月 「長野県上田市及び小県郡の住民の企業活動と生活の向上」を目的として設立。
- 2001年12月　経営破綻を発表。
- 2002年 8月　八十二銀行、長野信用金庫、上田信用金庫、長野県信用組合、美駒信用組合へ事業を分割して譲渡[1]し、解散。